# Juan Guillermo Martínez
Pour les articles homonymes, voir Martínez.
Martínez  Huertas est un nom espagnol. Le premier nom de famille, en général paternel, est Martínez ; le second, en général maternel, souvent omis, est Huertas.
Juan Guillermo Martínez Huertas, né le 21 novembre 2004 à Úmbita (Boyacá), est un coureur cycliste colombien. Il est membre de l'équipe Picnic PostNL. 

## Biographie
Originaire d'Úmbita, Juan Guillermo Martínez est formé dans le programme de l'équipe Boyacá Raza de Campeones. Chez les juniors, il se fait remarquer lors de la saison 2022 en terminant premier de la Clásica de Anapoima et deuxième de la Vuelta del Porvenir. Il participe également à plusieurs compétitions en Espagne. Pour ses débuts sur le territoire européen, il se classe huitième de la Bizkaiko Itzulia, après s'être imposé sur une étape. Il finit par ailleurs deuxième d'une étape du Circuito Cantabro Junior,. 
Grâce à ses performances, il intègre la réserve de l'UCI ProTeam Q36.5 en 2023. Ses débuts espoirs sont cependant perturbés par des problèmes cardiaques, qui l'écartent des compétitions pendant plusieurs mois. Finalement rétabli, il se révèle durant l'édition 2024 du Tour de la Vallée d'Aoste en terminant deuxième d'une étape et sixième du classement général, tout en remportant le titre de meilleur grimpeur. La même année, il s'impose sur l'épreuve Bassano-Monte Grappa,. Il se classe également dix-septième du Tour des Apennins, face à plusieurs coureurs du World Tour. 
En 2025, la Q36.5 Continental Team cesse ses activités. Juan Guillermo Martínez parvient néanmoins à passer professionnel au sein de la formation Picnic PostNL,. Recruté pour les trois prochaines saisons, il devient le premier cycliste colombien à intégrer cette structure néerlandaise. Il effectue sa reprise au Tour du Rwanda, qu'il conclut à la huitième place.

## Palmarès et résultats

### Par année
- 2022
  - 4e étape de la Bizkaiko Itzulia (contre-la-montre)
  - Clásica de Anapoima juniors :
    - Classement général
    - 1re et 2e étapes

  - 2e de la Vuelta del Porvenir
- 2024
  - Bassano-Monte Grappa
- 2025
  - 3e du Tour de Turquie

### Classements mondiaux
| Année                                 | 2024  |
| ------------------------------------- | ----- |
| Classement mondial                    | 2307e |
| UCI America Tour                      | 406e  |
|                                       |       |
| Légende : nc = non classéSource : UCI |       |